# Alto corso del Fiume Irmino
Alto corso del Fiume Irmino este o arie protejată (arie specială de conservare — SAC, sit de importanță comunitară — SCI) din Italia întinsă pe o suprafață de 1.255 ha, integral pe uscat.

## Localizare
Centrul sitului Alto corso del Fiume Irmino este situat la coordonatele 36°55′37″N 14°45′54″E / 36.926993°N 14.765078°E.

## Înființare
Situl Alto corso del Fiume Irmino a fost declarat sit de importanță comunitară în septembrie 1995 pentru a proteja 1 specie de plante și 9 specii de animale. Situl a fost protejat și ca arie specială de conservare în decembrie 2017.

## Biodiversitate
Situată în ecoregiunea mediteraneană, aria protejată conține 12 habitate naturale: Păduri de Platanus orientalis și Liquidambar orientalis (Platanion orientalis), Galerii și tufărișuri riverane sudice (Nerio-Tamaricetea și Securinegion tinctoriae), Pseudostepă cu ierburi și specii anuale de Thero-Brachypodietea, Păduri de stejar alb estice, Pante stâncoase calcaroase cu vegetație casmofită, Ape puternic oligomezotrofe cu vegetație bentonică cu Chara spp., Tufărișuri termo-mediteraneene și de pre-deșert, Peșteri inaccesibile publicului, Păduri de Quercus ilex și Quercus rotundifolia, Matorral arborescenți cu Laurus nobilis, Râuri mediteraneene cu debit permanent cu specii de Paspalo-Agrostidion și galerii riverane de Salix și de Populus alba, Galerii de Salix alba și de Populus alba.
La baza desemnării sitului se află mai multe specii protejate:
- plante (1): Dianthus rupicola
- păsări (6): pescăruș albastru (Alcedo atthis), Falco biarmicus, șoim călător (Falco peregrinus), acvilă pitică (Hieraaetus pennatus), stârc de noapte (Nycticorax nycticorax), cormoran mare (Phalacrocorax carbo)
- pești (2): Rutilus rubilio, salmo cettii (Salmo cetti)
- reptile (1): elaphe situla (Zamenis situla)

Pe lângă speciile protejate, pe teritoriul sitului au mai fost identificate 43 de specii de plante, 3 specii de păsări, 3 specii de amfibieni, 2 specii de mamifere, 71 de specii de nevertebrate, 8 specii de reptile.